# 2976 Lautaro
För andra betydelser, se Lautaro (olika betydelser).
2976 Lautaro eller 1974 HR är en asteroid i huvudbältet som upptäcktes den 22 mars 1974 av den chilenska astronomen Carlos R. Torres på Cerro El Roble. Den har fått sitt namn efter Lautaro.
Asteroiden har en diameter på ungefär 46 kilometer.